# The Woman in the Window (filme)
The Woman in the Window (bra: A Mulher na Janela; prt: A Mulher à Janela) é um filme de suspense psicológico estadunidense, produzido pela 20th Century Studios e dirigido por Joe Wright a partir de um roteiro de Tracy Letts, baseado no livro homônimo de 2018 do autor pseudônimo A. J. Finn. O filme segue uma mulher agorafóbica (Amy Adams) que começa a espionar seus novos vizinhos (Gary Oldman, Fred Hechinger e Julianne Moore) e é testemunha de um crime em seu apartamento. O filme é estrelado por Anthony Mackie, Wyatt Russell, Brian Tyree Henry e Jennifer Jason Leigh.
Produzido pela Fox 2000 Pictures, sendo o último filme lançado sob o selo, o filme foi originalmente programado para ser lançado nos cinemas pela 20th Century Studios em outubro de 2019, mas foi adiado para maio de 2020, devido à reedição após exibições de teste ruins. O lançamento nos cinemas foi posteriormente cancelado devido à pandemia de COVID-19 e seus direitos foram vendidos para a Netflix, que lançou o filme em 14 de maio de 2021. Após o lançamento, o filme recebeu "críticas contundentes" da crítica, com a maioria das críticas direcionadas a Wright e o roteiro, embora o elenco tenha recebido alguns elogios.

## Sinopse
Uma psicóloga agorafóbica faz amizade com uma vizinha do outro lado da rua de seu apartamento em Nova York, apenas para ver sua própria vida virada de cabeça para baixo quando a mulher desaparece e ela suspeita de um crime.

## Enredo
A psicóloga infantil Anna Fox vive sozinha em um apartamento em Manhattan, depois de se separar de seu marido Edward; ele mora com sua filha Olivia, mas ela fala com eles diariamente. Anna sofre de agorafobia e seu estado de não morar em casa a leva a observar todos os seus vizinhos de uma janela do segundo andar, incluindo a família Russell, que recentemente se mudou do outro lado da rua. Ela também toma uma grande quantidade de medicamentos e bebe álcool diariamente.
Uma noite, Jane Russell visita Anna e elas se tornam amigas. Ela também conhece Ethan, o filho adolescente de Jane, que admite que seu pai, Alistair, é abusivo. Uma noite, Anna testemunha Jane sendo esfaqueada até a morte na sala de estar. Ela contata a polícia, mas eles não acreditam nela, alegando que todos na família estão bem. Alistair chega junto com "Jane" que, para choque de Anna, é uma mulher diferente daquela que ela conheceu. Ela começa a espionar a família Russell.
O inquilino de Anna, David, mora em seu porão e afirma não ter ouvido ou visto nada, embora ela descubra que David já esteve na prisão e quebrou suas condições de liberdade condicional. Ela recebe um e-mail anônimo com uma foto dela dormindo. Ela contata os detetives novamente, que se juntam aos Russells e David, e tem um colapso nervoso. É revelado que Edward e Olivia estão mortos como resultado de um acidente de carro que Anna acidentalmente causou; como resultado, ela agora está agorafóbica e sua medicação faz com que ela tenha alucinações e conversas com pessoas que realmente não estão lá.
Anna pede desculpas à família Russell e para de perseguir suas suspeitas. Ela grava um vídeo no celular, planejando suicídio por overdose. Ela então descobre uma fotografia que tirou de seu gato e, no reflexo de uma taça de vinho, é a Jane original, provando que ela é real. Anna mostra a foto a David e ele confessa que a Jane original que conheceu é uma mulher chamada Katie Melli, a mãe biológica de Ethan. Katie estava perseguindo a família Russell, tentando se aproximar de Ethan, então eles tiveram que se mudar. David se recusa a ajudar Anna a provar a verdade quando de repente é atacado e morto por Ethan, que estava escondido lá dentro.
Ethan revela a Anna que ele assassinou Katie e é um serial killer iniciante, tendo também matado a secretária de Alistair em Boston, e agora pretende matar Anna. Ele tinha entrado no apartamento dela a semana toda com uma chave roubada, e foi ele quem tirou a foto dela dormindo. Anna foge para o telhado onde eles lutam até que ela empurra Ethan pela clarabóia para a morte.
Enquanto Anna se recupera no hospital, o detetive Little afirma que eles prenderam Alistair e Jane por ajudar Ethan a encobrir o assassinato de Katie e encontraram o corpo de Katie. Little admite que assistiu ao vídeo do suicídio de Anna, mas devolve o telefone para permitir que ela o exclua antes que tenha que devolvê-lo como evidência. Ele se desculpa por não acreditar nela.
Nove meses depois, Anna, agora sóbria, se despede do apartamento e de sua falecida família antes de seguir em frente com sua vida, agora não tendo mais medo do mundo exterior.

## Elenco
- Amy Adams como Dra. Anna Fox
- Gary Oldman como Alistair Russel
- Anthony Mackie como Edward "Ed" Fox
- Fred Hechinger como Ethan Russel
- Wyatt Russell como David Winters
- Brian Tyree Henry como Det. Little
- Jennifer Jason Leigh como a real Jane Russel
- Julianne Moore como "Jane Russell"/Katherine Melli
- Jeanine Serralles como Det. Norelli
- Mariah Bozeman como Olivia Fox
- Liza Colón-Zayas como Bina
- Tracy Letts como Dr. Karl Landy, psiquiatra de Anna

## Produção

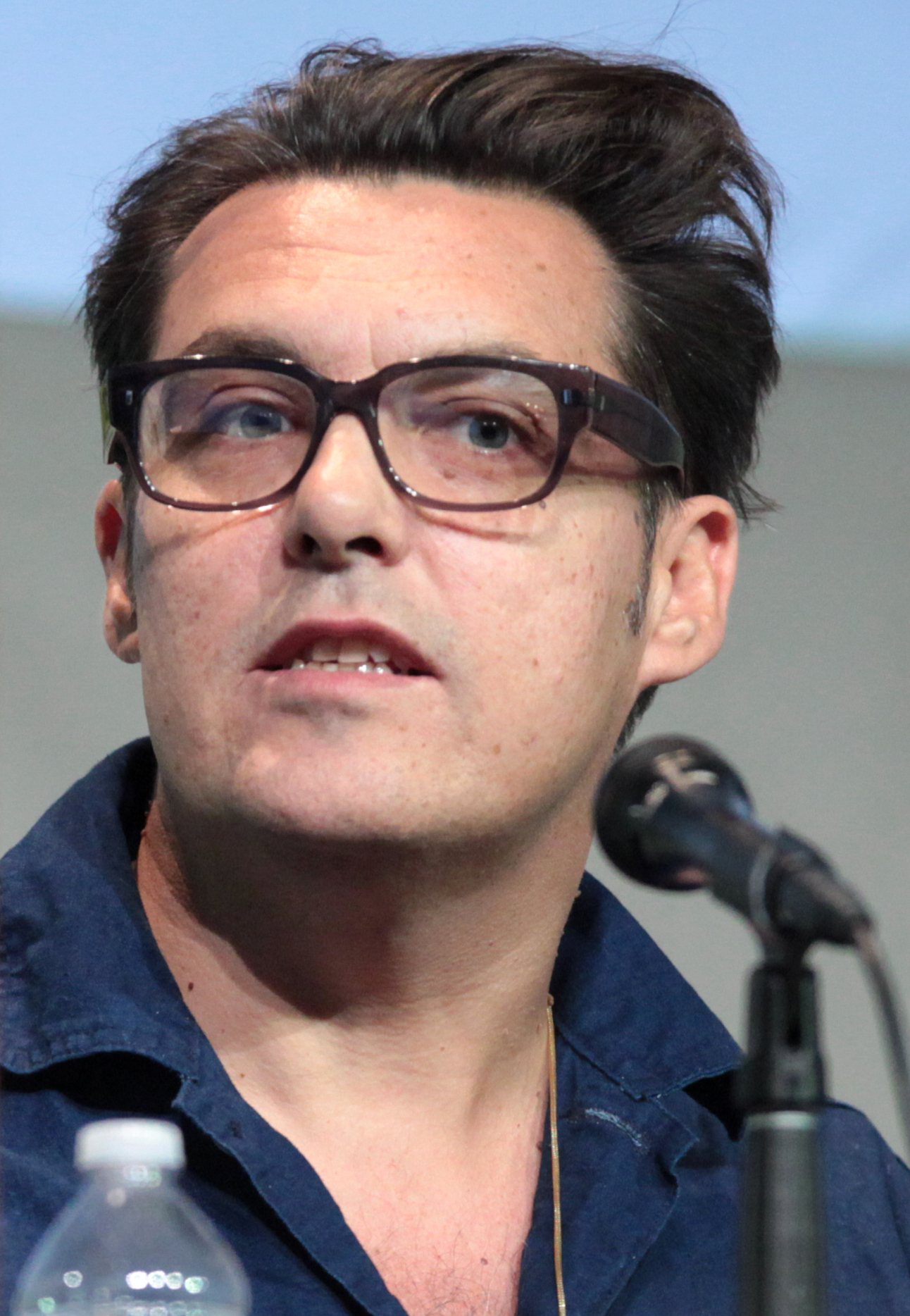
Diretor Joe Wright

Em setembro de 2016, a Fox 2000 Pictures adquiriu os direitos de exibição do livro de mesmo nome de A.J. Finn. Em março de 2018, foi anunciado que Joe Wright iria dirigir o filme, a partir de um roteiro de Tracy Letts, com Scott Rudin e Eli Bush atuando como produtores do filme. Em abril de 2018, Amy Adams foi escalada para estrelar, e em julho de 2018, Julianne Moore, Wyatt Russell, Gary Oldman e Brian Tyree Henry juntaram-se ao elenco do filme. Em agosto de 2018, Fred Hechinger e Anthony Mackie também foram adicionados.
As filmagens começaram em 6 de agosto de 2018, na cidade de Nova York. As filmagens terminaram em 30 de outubro de 2018. O produtor Scott Rudin mais tarde contratou Tony Gilroy para reescrever as refilmagens, após o atraso inicial do filme em 4 de outubro de 2019. A pontuação foi originalmente definida para ser composta por Trent Reznor e Atticus Ross, mas eles foram substituídos por Danny Elfman.

## Lançamento
The Woman in the Window foi originalmente programado para ser lançado nos cinemas em 4 de outubro de 2019 pela 20th Century Fox, mas em 9 de julho de 2019, foi adiado, com o novo proprietário da Fox, Walt Disney Studios Motion Pictures, reeditando o filme após as exibições de teste, e uma nova data de lançamento de 15 de maio de 2020 foi definida. Em 17 de março de 2020, o filme foi removido do calendário de lançamentos por causa da pandemia de COVID-19, com a intenção de reagendá-lo para mais tarde em 2020. Em 3 de agosto de 2020, foi anunciado que a Netflix estava em negociações finais para adquirir os direitos de distribuição do filme da 20th Century Studios, o que foi feito, lançando-o em seu serviço de streaming em 14 de maio de 2021. Foi o último filme a ser lançado pelo selo Fox 2000; como parte da aquisição da 21st Century Fox pela Walt Disney Company, o selo foi descontinuado.

## Recepção
No site do agregador de resenhas Rotten Tomatoes, 26% das resenhas de 203 críticos são positivas, com uma classificação média de 4.7/10. O consenso dos críticos do site diz: "Um suspense confuso e sem graça que se afoga em suas homenagens frenéticas, The Woman in the Window fará o público fechar as cortinas." De acordo com o Metacritic, que atribuiu uma pontuação média ponderada de 41 em 100 baseado em 39 críticos, o filme recebeu "críticas mistas ou medianas".
Kate Erbland, do IndieWire, deu ao filme um "D+" e disse: "Embora a atuação do filme percorra a gama entre afetada e extrema, os raros momentos em que Wright reúne seu conjunto estalam com o tipo de tensão nervosa que falta ao resto do filme. Principalmente, porém, há o desconcertante: a interioridade do romance de Finn funciona na página, mas explodida – e, realmente, explodida – na tela grande, não há mistério sobrando." Escrevendo para a Variety, Owen Gleiberman disse: "Tracy Letts é uma dramaturga vibrante, mas os diálogos em The Woman in the Window são estranhamente afetados, como uma tentativa chique de um filme convencional de Pinter ou Mamet. O desempenho de Adams é por turnos comandante e tremulamente autoconsciente. E coisas continuam acontecendo que são tão exageradas que o filme, à sua maneira, se torna um redemoinho de invenção."
Alguns críticos viram o filme como uma exploração positiva do luto e da agorafobia.

### Prêmios e indicações
| Prêmio                             | Data da Cerimônia | Categoria                           | Recipiente(s) | Resultado | Ref.   |
| ---------------------------------- | ----------------- | ----------------------------------- | ------------- | --------- | ------ |
| Alliance of Women Film Journalists | Janeiro de 2022   | Ela Merece um Novo Prêmio de Agente | Amy Adams     | Indicado  | [ 35 ] |